# Stotting

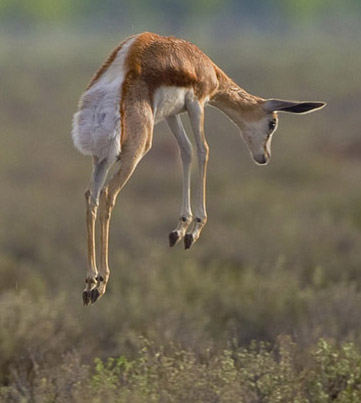
En ung springbock utför stotting.

Stotting är ett beteende hos fyrbenta djur, framförallt gaseller, där de hoppar upp i luften med alla fyra ben samtidigt. Vanligtvis hålls benen i en relativt stel position och ryggen kan vara böjd med huvudet riktat nedåt. Det har presenterats många möjliga förklaringar till beteendet. Det har bland annat visats att stotting i vissa fall fungerar som en signal till rovdjur att de är upptäckta och att det inte är någon idé att jaga djuret som utför beteendet.

## Förekomst
Stotting förekommer bland flera hjortdjur i Nordamerika, exempelvis svartsvanshjort och gaffelantilop. Även flera afrikanska hovdjur utför stotting, så som thomsongasell och springbock.

## Galleri

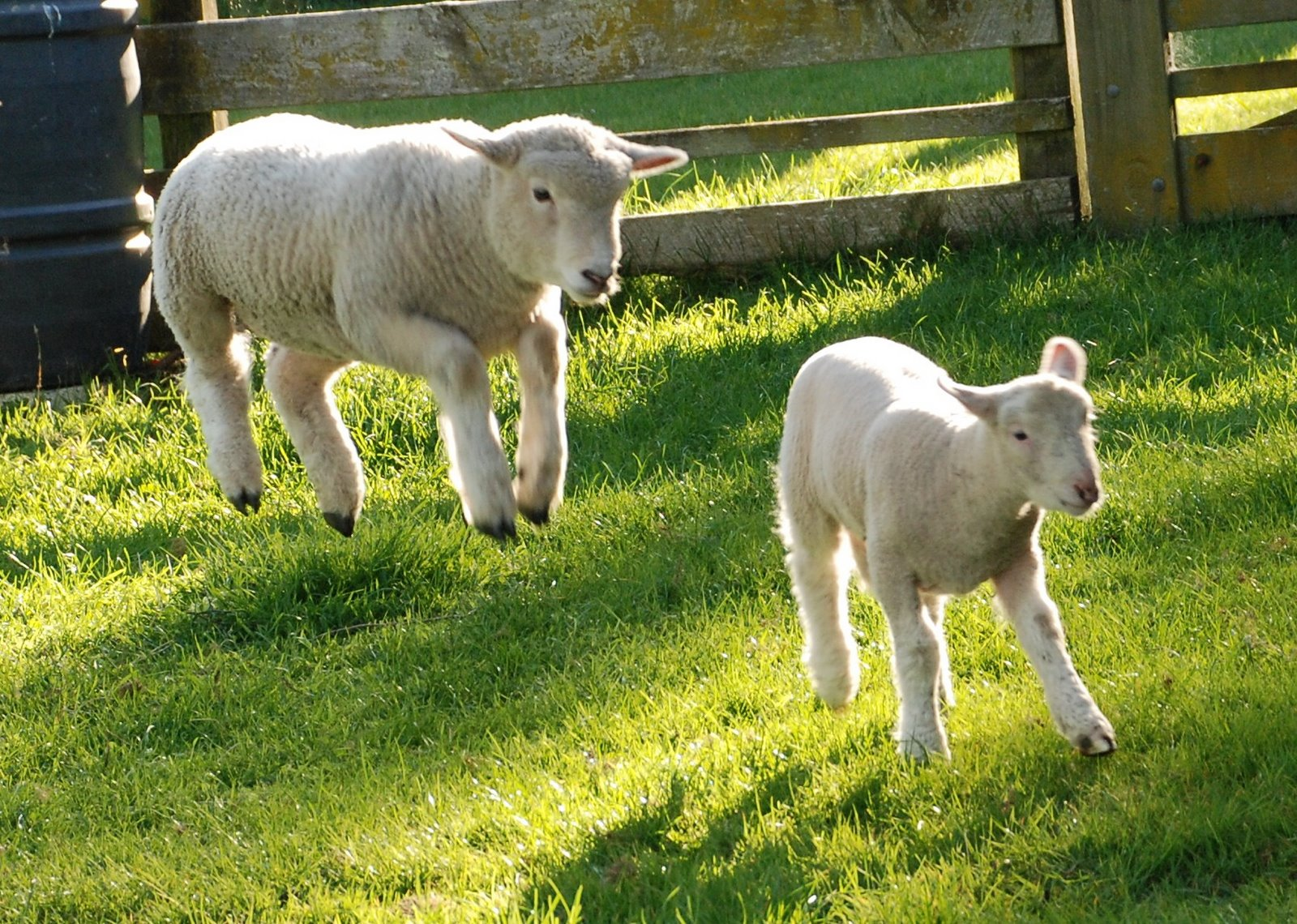
Ett lamm utför stotting.
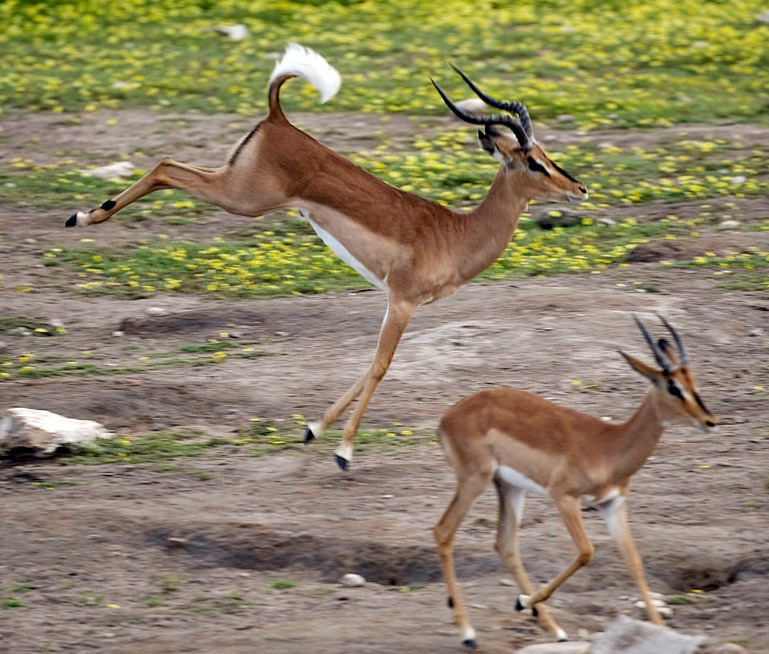
En impala i Namibia.
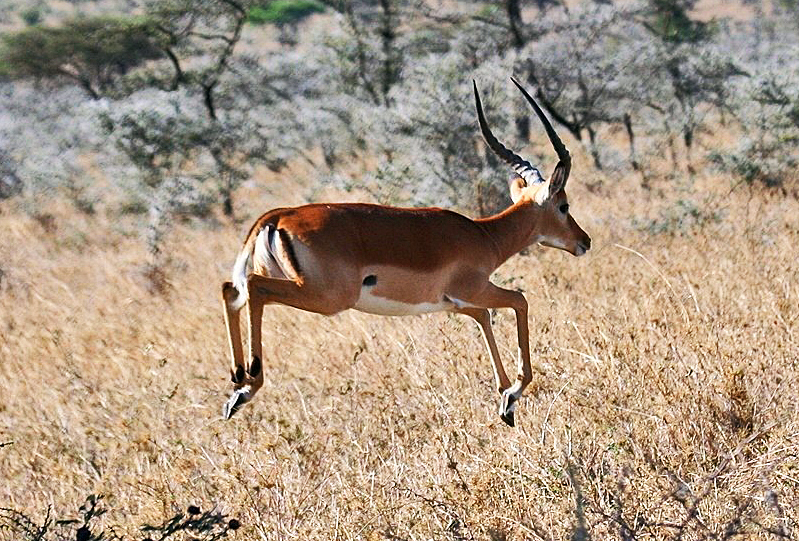
En gasell i Serengeti nationalpark.